# リチャード・ウォルハイム
リチャード・ウォルハイム（Richard Wollheim、1923年5月5日 - 2003年11月4日）は、イギリスの哲学者。芸術哲学、心の哲学。イギリス美学会（British Society of Aesthetics）会長。

## 経歴・人物
ウェストミンスター校を経て、オックスフォード大学ベリオール・カレッジ卒業。
ユニヴァーシティ・カレッジ・ロンドン教授、コロンビア大学教授、カリフォルニア大学バークレー校教授。